# Nakashima Kohei
Kohei Nakashima (sinh ngày 7 tháng 12 năm 1989) là một cầu thủ bóng đá người Nhật Bản.

## Sự nghiệp câu lạc bộ
Kohei Nakashima đã từng chơi cho FC Gifu, FC Machida Zelvia, Vonds Ichihara và Verspah Oita.